# الغواصة الألمانية يو-100 (1940)
غواصة يو-100 غواصة يو بوت ألمانية من الفئة السابعة بي بنيت ل سلاح بحرية ألمانيا النازية كريغسمارينه، في أحواض بناء السفن الألمانية التابع لشركة جرمانيا لبناء السفن في كيل خلال الحرب العالمية الثانية. طلبت الغواصة في 15 ديسمبر 1937. 